# Zawiść (Opole)
Pour les articles homonymes, voir Zawiść.
Zawiść est une localité polonaise de la gmina de Pokój, située dans le powiat de Namysłów en voïvodie d'Opole.